# گر بود عمر به میخانه رسم بار دگر
غزلی با مطلعِ «گر بود عمر به میخانه رسم بار دگر» غزل شمارهٔ ۲۵۲ از دیوانِ حافظ در تصحیحِ محمد قزوینی و قاسم غنی است.

## در اجراها
بنان در برنامهٔ شمارهٔ ۱۴۵ از مجموعهٔ برگ سبز این غزل را در دستگاهِ همایون اجرا کرده‌است.